# Angelique Boyer
Angelique Boyer  (născută Monique Paulette Boyer Rousseau, n. 4 iulie 1988, Saint-Claude, Franche-Comté⁠(d), Franța) este o actriță mexicană de origine franceză.
Ea și-a  început cariera jucând roluri secundare în telenovelele Rebelde, Muchachitas Como Tu și Corazón Salvaje. În 2010, i-a fost dat pentru prima dată rolul de protagonistă în Teresa, o refacere a unei telenovele din 1959 . În Teresa, Boyer  o  portretizează  pe Teresa Chávez Aguirre, o tânără care se va folosi de frumusetea și ambitia ei  pentru a scăpa de viața  săracă, dusă  într-un  cartier  umil din Mexico City. Interpretarea acestui rol a primit aprecieri din partea criticilor  cât și a publicului deopotrivă, și în 2011 ea a câștigat premiul Premios TVyNovelas "Best Actress of the Year" pentru rolul din Teresa .
Boyer a fost inclusă în topul Los 50 más lista Bellos din People en Español, o listă de celebrități latino alese pentru frumusetea lor.  În 2012,  i-a fost dat cel de-al doilea rol ca protagonist în Abismo de Pasión. În prezent joacă în Lo Que La Vida Me Robo cu Sebastian Rulli și Luis Roberto Guzman
În anii 2001 și 2002 a făcut parte din grupul Rabanitos Verdes, care pe 1 septembrie 2001 a cântat în deschiderea concertului susținut de N'Sync pe Estadio Azteca din Ciudad de Mexico.

## Biografie
S-a născut în data de 4 iulie 1988, în Franța. În 1990, s-a mutat în Mexic.
Boyer și-a început cariera de model la vârsta de cinci ani și a absolvit  la 11 ani "Centrul de Educație Artistică pentru Copiii". 
Este fiica Sylviei Rousseau și a lui Patrick Boyer. Mama ei a murit la 17 iunie 2014, după ce a fost supusă unei intervenții chirurgicale la inimă.

## Viața personală și imaginea publică
A avut  o relație de 3 ani cu producătorul Jose Alberto Castro, în vârstă de  53 de ani .
Revista People, în spaniolă, o consideră ca fiind în topul celor  "50 cei mai frumoși". 
În prezent  ,Angelique are o relație cu actorul Sebastian Rulli!

## Carieră
Boyer a debutat în telenovela produsă de Nicandro Diaz și Roberto Hernandez Vazquez, Corazones al límite, unde a interpretat rolul lui "Annette" și unde a jucat alături de actori ca Aaron Diaz, Sara Maldonado și Arturo Peniche. În același an a participat la telenovela Rebelde, o altă versiune a telenovelei  argentiniene Rebelde Way, care a  fost produsă de Pedro Damian,  a fost lansată pe 04 octombrie 2004 și s-a încheiat cu un total de 440 de episoade. A jucat alături de Anahi, Alfonso Herrera, Dulce María, , Christopher von Uckermann, Christian Chávez , Diego Boneta și Maite Perroni. 

## Filmografíe
| An        | Telenovelă             | Personaj                             |
| --------- | ---------------------- | ------------------------------------ |
| 2004      | Corazones al límite    | Anette                               |
| 2004-2006 | Rebelde                | Victoria "Vico" Paz Millián          |
| 2007      | Muchachitas como tú    | Margarita Villaseñor                 |
| 2008-2009 | Alma de Hierro         | Sandra "Sandy" Hierro Jiménez        |
| 2009      | Mujeres asesinas       | Soledad Oropeza "Cindy"              |
| 2009-2010 | Corazón salvaje        | Ángela Villareal / Jimena / Estrella |
| 2010      | Teresa                 | Teresa Chávez Aguirre                |
| 2012      | Abismo de pasión       | Elisa Castañón Bouvier               |
| 2013-2014 | Lo que la vida me robó | Montserrat Mendoza Giacinti          |

| An   | Film                              | Personaj       |
| ---- | --------------------------------- | -------------- |
| 2007 | J-ok'el: La leyenda de la Llorona | Chica francesa |

| An   | Operă                                             | Personaje       |
| ---- | ------------------------------------------------- | --------------- |
| 2011 | Ausencia de Dios                                  | Agnes           |
| 2012 | Una noche de pasión                               | Patricia Fierro |
| 2014 | Los derechos de la mujer                          | María José      |
| 2014 | Los hombres son de Marte las mujeres son de Venus | Corina          |